# Karen Barad
Karen Michelle Barad /bəˈrɑːd/ (29. travnja 1956.) američka je feministička teoretičarka, osobito poznata po svojoj teoriji agencijskog realizma.

## Biografija
Trenutno su (preferirana zamjenica "oni"; radi prilagodbe na hrvatski jezik u daljnjem tekstu "ona") profesorice feminističkih studija, filozofije i povijesti svijesti na Kalifornijskom sveučilištu, Santa Cruz. Autor je knjige Meeting the Universe Halfway: Quantum Physics and the Entanglement of Matter and Meaning. Njezina istraživačka tema uključuje feminističku teoriju, fiziku, kontinentalnu filozofiju dvadesetog stoljeća, epistemologiju, ontologiju, filozofiju fizike, kulturološke studije znanosti i feminističke znanstvene studije.
Barad je doktorirala teorijsku fiziku na Sveučilištu Stony Brook. Njezina disertacija predstavila je računske metode za kvantificiranje svojstava kvarkova i drugih fermiona u okviru baždarne teorije na rešetki.
Barad je član savjetodavnog odbora za feminističke akademske časopise Catalyst: Feminism, Theory, Technoscience and Signs: Journal of Women in Culture and Society.

## Agencijski realizam
Prema Baradinoj teoriji agencijskog realizma, svemir obuhvaća fenomene, koji su "ontološka neodvojivost unutar-djelujućih agencija". Unutar-akcija, neologizam koji je uvela Barad, signalizira važan izazov individualističkoj metafizici . Za Barad, fenomeni ili objekti ne prethode njihovoj interakciji, već 'predmeti' nastaju kroz određene unutar-akcije. Dakle, aparati, koji proizvode fenomene, nisu skupovi ljudi i neljudi (kao u teoriji glumac-mreža ). Umjesto toga, oni su stanje mogućnosti 'ljudi' i 'ne-ljudi', ne samo kao idejni koncepti, već u njihovoj materijalnosti . Aparati su 'materijalno-diskurzivni' po tome što proizvode određena značenja i materijalna bića dok istovremeno isključuju proizvodnju drugih. Stoga je ono što znači materija uvijek materijalno-diskurzivno. Barad svoju inspiraciju uzima od fizičara Nielsa Bohra, jednog od utemeljitelja kvantne fizike . Baradin agencijski realizam istodobno je epistemologija (teorija znanja), ontologija (teorija bića) i etika . Zato Barad uvodi neologizam onto-epistemologiju. Budući da specifične prakse materije imaju etičke posljedice, isključujući druge vrste materije, onto-epistemološke prakse uvijek su zauzvrat na-etičko-epistemološke.
Velik dio Baradinog znanstvenog rada vrti se oko njezinog koncepta "agencijskog realizma", a njezine teorije su važne za mnoga akademska područja, uključujući znanstvene studije, STS (znanost, tehnologija i društvo), feminističku tehnoznanost, filozofiju znanosti, feminističku teoriju, i, naravno, fizika. Osim Bohra, njezin se rad oslanja na djela mislilaca kao što su Michel Foucault, Judith Butler, Jacques Derrida i Walter Benjamin, između ostalih.
Baradino izvorno istraživanje blio je u teorijskoj fizici čestica i kvantnoj teoriji polja. Njezina knjiga, Susret svemira na pola puta, (2007.), uključuje poglavlje koje sadrži originalno otkriće u teorijskoj fizici, što je uglavnom nepojmljivo u knjigama koje se obično kategoriziraju kao " rodne studije " ili "kulturološke teorije". U ovoj knjizi Barad također tvrdi da je 'agencijski realizam' koristan za analizu književnosti, društvenih nejednakosti i mnogih drugih stvari. Ova se tvrdnja temelji na činjenici da je Baradin agencijski realizam način razumijevanja politike, etike i djelovanja bilo kojeg čina promatranja, pa čak i svake vrste prakse znanja. Prema Barad, duboko povezan način na koji je svaka "stvar" zapetljana sa svim ostalim na materijalno specifične načine znači da sve unutar-radnje rekonfiguriraju zaplete. Baradina inovativna i dalekosežna formulacija unutar-akcije, koja dovodi u pitanje uobičajeni pojam interakcije koji pretpostavlja metafiziku individualizma, nudi novu formulaciju kauzalnosti. Ne postoje stvari koje su u interakciji, već radije kroz i unutar radnji postoji razlikovanje-preplitanje, tako da se izvodi agencijski rez koji razdvaja stvari zajedno-razdvojno (jedan potez) tako da razlike ne postoje kao apsolutne odvajanja već u svojoj nerazdvojivosti (tj. "agencijsku separabilnost" kako to naziva Barad). Ništa nije inherentno odvojeno od bilo čega drugog, već se odvajanja odvijaju unutar fenomena. Ovaj pogled na znanje pruža okvir za razmišljanje o tome kako kultura i navike mišljenja mogu neke stvari učiniti vidljivima, a druge lakše zanemariti ili nikada ne vidjeti. Iz tog je razloga, prema Barad, agencijski realizam koristan za feminističku analizu i druge oblike političke i društvene misli, čak i ako veza sa znanošću nije očita.
Baradin okvir donosi nekoliko drugih argumenata, a neki od njih dio su većih trendova u područjima poput znanstvenih studija i feminističke tehnoznanosti (sve se mogu naći u njezinoj knjizi iz 2007., Susret sa svemirom na pola puta):
- Ona definira agenciju kao odnos, a ne kao nešto što netko "ima".
- Znanstvenik i društveno uvijek su dio aparata i o tome treba voditi računa u njegovoj neodvojivosti u analizi sustava. To se razlikuje od gledišta da političke kritike znanosti nastoje potkopati vjerodostojnost znanosti; umjesto toga, Barad tvrdi da ova vrsta kritike zapravo čini bolju, vjerodostojniju znanost.
- Oni tvrde da su politika i etička pitanja uvijek dio znanstvenog rada i da se čine odvojenima samo zbog specifičnih povijesnih okolnosti koje potiču ljude da ne vide te veze. Jedan primjer o kojem raspravljaju je etika razvoja nuklearnog oružja kako bi argumentirali ovu tvrdnju, tvrdeći da su etika i politika dio načina na koji je takvo oružje razvijeno i shvaćeno, te stoga dio znanosti, a ne samo "filozofije znanosti" ili "etiku znanosti". To se razlikuje od uobičajenog gledišta da se može težiti bespolitičnoj znanosti bez pristranosti.
- Ipak, ona se protivi epistemološkom relativizmu i nudi važnu alternativu uobičajenoj koncepciji objektivnosti.
- Ona također odbacuje ideju da je znanost "samo" jezična igra ili skup fikcija proizvedenih samo ljudskim konstrukcijama i konceptima. Iako je znanstvenik dio "unutar-akcije" eksperimenta, ljudi (i njihovi kulturni konstrukti) nemaju potpunu kontrolu nad svime što se događa. Barad izražava ovu točku govoreći, u "Dobivanju stvarnosti", da, iako znanstvenici oblikuju znanje o svemiru, ne možete zanemariti način na koji svemir "vraća udarac".

Ove točke o znanosti, djelovanju, etici i znanju otkrivaju da je Baradin rad sličan projektima drugih znanstvenika znanstvenih studija kao što su Bruno Latour, Donna Haraway, Andrew Pickering i Evelyn Fox Keller.

## Odabrana bibliografija

### Knjige
- Barad, Karen. 2007. Meeting the Universe Halfway: Quantum Physics and the Entanglement of Matter and Meaning. Duke University Press. Durham, North Carolina. ISBN 9780822339175
- ——. 2012. Agentieller Realismus: Über die Bedeutung materiell-diskursiver Praktiken [Agential Realism: On the Importance of Material-Discursive Practices] (njemački). 45. Suhrkamp. Berlin. ISBN 9783518260456
- ——. 2015. Verschränkungen [Entanglements] (njemački). Prijevod: Theodor, Jennifer Sophia. Merve. Berlin. str. 224. ISBN 978-3-88396-353-2

### Poglavlja u knjigama
- ——. 1997. Susret sa svemirom na pola puta: kvantna fizika i isprepletenost materije i značenja.   Nelson (ur.). Feminism, science, and the philosophy of science. Kluwer Academic Publishers. Dordrecht Boston. str. 161–194. ISBN 9780792346111.
- ——. 1999. Agential realism: feminist interventions in understanding scientific practices (1998).   Biagioli, Mario (ur.). The science studies reader. Routledge. New York, New York. str. 1–11. ISBN 9780415918688.
- ——. 2000. Reconceiving scientific literacy as agential literacy, or learning how to intra-act responsibly within the world.   Traweek (ur.). Doing science + culture. Routledge. New York. str. 221–258. ISBN 9780415921121.
- ——. 2001. Re(con)figuring space, time, and matter.   DeKoven, Marianne (ur.). Feminist locations: global and local, theory and practice. Rutgers University Press. New Brunswick, New Jersey. str. 75–109. ISBN 9780813529233.
- ——. 2008. Schrödinger's cat.   Smelik (ur.). Bits of life: feminism at the intersections of media, bioscience, and technology. University of Washington Press. Seattle. str. 165–176. ISBN 9780295988092.
- ——. 2008. Queer causation and the ethics of mattering.   Giffney (ur.). Queering the non/human. Ashgate. Aldershot, Hampshire, England Burlington, Vermont. str. 311–338. ISBN 9780754671282.
- ——. 2012. Was ist das Maß des Nichts? Unendlichkeit, Virtualität, Gerechtigkeit [What is the measure of nothingness? Infinity, virtuality, justice].   Arnheim (ur.). dOCUMENTA (13) 100 Notizen – 100 Gedanken (njemački i engleski). Hatje Cantz. Ostfildern. ISBN 9783775731294 Nepoznati parametar |trans_title= zanemaren (prijedlog zamjene: |trans-title=) (pomoć)
- ——. 2013. Diffraktionen: Differenzen, Kontingenzen und Verschränkungen von Gewicht [Diffraction: differences, contingencies and entanglement of weight].   Bath (ur.). Geschlechter Interferenzen Wissensformen - Subjektivierungsweisen - Materialisierungen (njemački). Lit Verlag. Berlin / Münster. str. 27–68. ISBN 9783643109040.
- ——. 2017. No Small Matter: Mushroom Clouds, Ecologies of Nothingness, and Strange Topologies of Spacetimemattering.   Bubandt (ur.). Arts of Living on a Damaged Planet: Ghosts and Monsters of the Anthropocene. University of Minnesota Press. Minneapolis, Minnesota, United States. str. G103–G120. ISBN 9781517902377.

### Članci iz časopisa
- ——. 1998. Getting real: technoscientific practices and the materialization of reality. differences: A Journal of Feminist Cultural Studies. 10 (2): 87–128. OCLC 95847344 Abstract.
- ——. Spring 2003. Posthumanist performativity: toward an understanding of how matter comes to matter. Signs. 28 (3): 801–831. doi:10.1086/345321 Provjerite vrijednost datuma u parametru: |date= (pomoć) Reprinted in various anthologies.
- ——. Studeni 2010. Quantum entanglements and hauntological relations of inheritance: dis/continuities, spacetime enfoldings, and justice-to-come. Derrida Today. 3 (2): 240–268. CiteSeerX 10.1.1.463.6560. doi:10.3366/drt.2010.0206
- ——. 2012. On touching – the inhuman that therefore I am. differences: A Journal of Feminist Cultural Studies. 23 (3): 206–223. doi:10.1215/10407391-1892943
- ——. 2012. Nature's queer performativity. Kvinder, Køn & Forskning. 1–2: 25–53
- ——. 2014. Diffracting Diffraction: Cutting Together-Apart. Parallax (engleski). 20 (3): 168–187. doi:10.1080/13534645.2014.927623. ISSN 1353-4645
- ——. 2017. Troubling time/s and ecologies of nothingness: re-turning, re-membering, and facing the incalculable. New Formations. 92 (92): 56–86. doi:10.3898/NEWF:92.05.2017
- ——. 2019. After the End of the World: Entangled Nuclear Colonialisms, Matters of Force, and the Material Force of Justice. Theory & Event. 22 (3): 524–550. ISSN 1092-311X